# 多讷芒
多讷芒（法語：Donnement，法語發音：[dɔnmɑ̃]）是法国奥布省的一个市镇，属于奥布河畔巴尔区。

## 地理
多讷芒（48°30'44"N, 4°26'10"E）面积11.24 平方千米，位于法国大東部大區奥布省，该省份为法国中北部省份，北起马恩省，西接塞纳-马恩省，西南至约讷省，东南至科多尔省，东临上马恩省。
与多讷芒接壤的市镇（或旧市镇、城区）包括：欧奈、巴利尼库尔、布罗、当皮埃尔、雅塞讷。

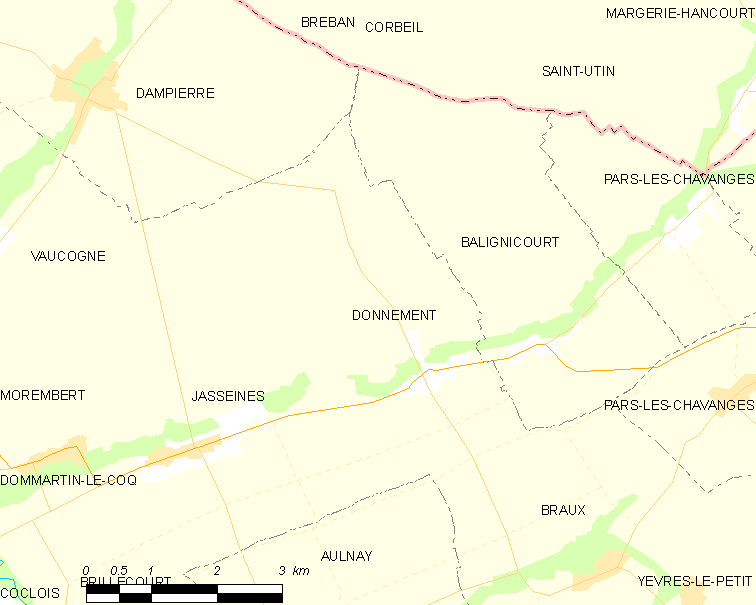
多讷芒的OSM定位图

多讷芒的时区为UTC+01:00、UTC+02:00（夏令时）。

## 行政
多讷芒的邮政编码为10330，INSEE市镇编码为10128。

## 政治
多讷芒所属的省级选区为布列讷堡县。

## 人口

1962-2008年间多讷芒人口变化图示

多讷芒于2022年1月1日时的人口数量为73人。